# Geothlypis poliocephala
Geothlypis poliocephala là một loài chim trong họ Parulidae.

## Hình ảnh

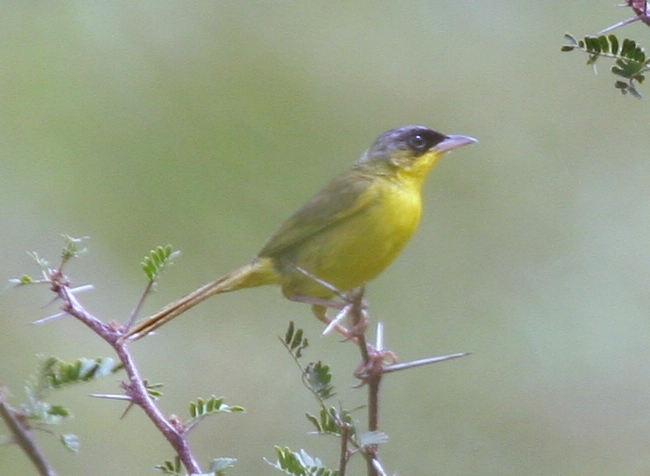
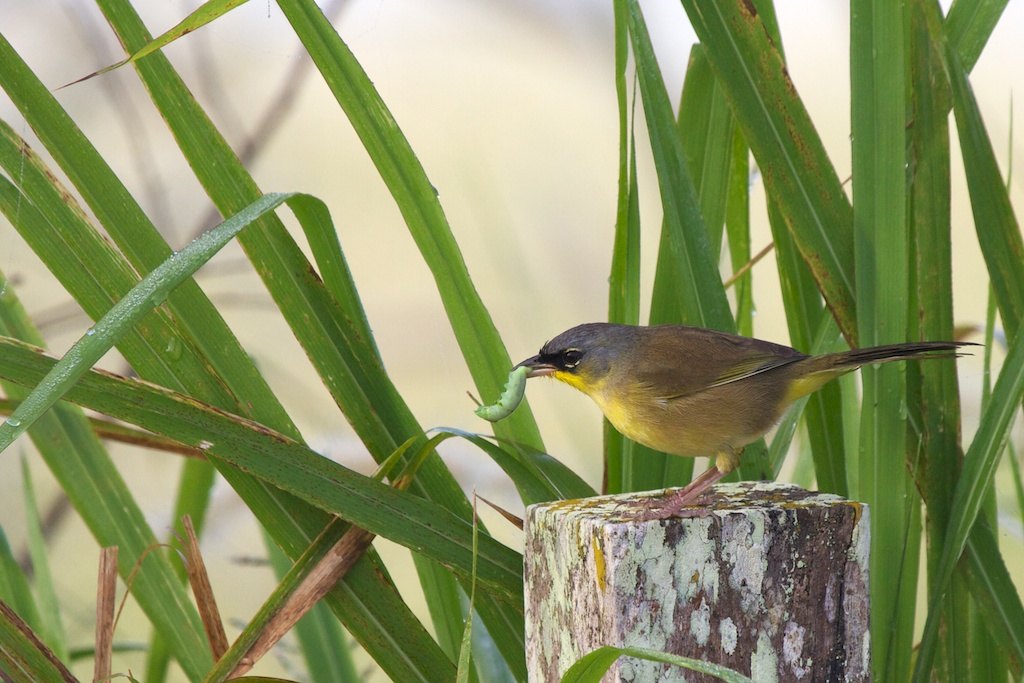